# Tom Graveney
Thomas William Graveney, dit Tom Graveney, OBE, est un joueur de cricket international anglais né le 16 juin 1927 à Riding Mill et mort le 3 novembre 2015. Ce batteur débute avec le Gloucestershire County Cricket Club en 1948. Il est sélectionné pour son premier test-match avec l'équipe d'Angleterre en 1951. Il joue pour le Worcestershire à partir de 1961. Sa carrière internationale connaît trois ans d'interruption, entre 1963 et 1966 mais il est rappelé à l'âge de 39 ans et connaît sa dernière sélection en 1969.
Graveney est l'un des vingt-cinq batteurs à avoir marqué au moins 100 centuries en cricket « first-class ». Il est nommé président du Marylebone Cricket Club en 2004, devenant le premier ancien professionnel à ce poste.

## Biographie
Tom Graveney naît le 16 juin 1927 à Riding Mill, dans le Northumberland. Ses parents ont cinq enfants, trois garçons et deux filles. Son père, qui aime le sport, fait débuter ses enfants très jeune au golf. Tom a six ans lorsque son père meurt. Il étudie à la grammar school de Riding Mill où, avec son frère aîné Ken, il fait partie de l'équipe de cricket de l'école. Son éducation se poursuit à Bristol où il pratique, entre autres, le rugby et le hockey sur gazon. Il s'engage volontairement dans l'armée, sert en Grèce et en Égypte et devient capitaine. Basé près du Canal de Suez, il est officier des sports et envisage de poursuivre sa carrière dans l'armée. Il continue d'y pratiquer le cricket. En 1947, alors qu'il est en permission, Ken, qui joue pour le Gloucestershire County Cricket Club, convainc ses dirigeants d'essayer Tom au cours de matchs amicaux. Il s'y montre suffisamment performant pour que le club lui propose un contrat professionnel. Il abandonne ses autres possibilités de carrière : l'armée, le golf ou la comptabilité.
Il fait ses débuts officiel avec le Gloucestershire en 1948. Il réussit cette saison-là son premier century en rencontre « first-class ». Les totaux de courses qu'il marque en une année progressent au cours des saisons qui suivent. Il est sélectionné pour son premier test-match avec l'Angleterre en 1951 à Old Trafford contre l'Afrique du Sud, en lieu et place de Denis Compton, blessé. Il fait ensuite partie de la tournée anglaise de six mois en Inde, au Pakistan et à Ceylan en 1951-1952. Souffrant de dysenterie, il manque le premier test-match de la série contre l'Inde. Affaibli, il dispute le deuxième et marque à cette occasion son premier century international, 175 courses. Il est l'anglais qui totalise le plus de courses au cours du voyage, a la meilleure moyenne à la batte et totalise six centuries alors qu'aucun de ses coéquipiers n'en marque plus que trois. En 1952, il prend part aux quatre test-matchs que l'Inde vient disputer sur le sol anglais. Il fait partie de l'équipe d'Angleterre qui récupère les Ashes en 1953 à domicile contre l'Australie.
La première décennie de sa carrière internationale est faite de mises à l'écart et de rappels en sélection. Lors des Ashes de 1954-1955, il est écarté des troisième et quatrième test-matchs de la série de cinq à cause de ses mauvais résultats. Il est réintégré pour le cinquième et, utilisé en tant qu'ouvreur (opening batsman), il réalise son seul century contre ces adversaires, 111 courses. En 1956, il affronte à nouveau les Australiens mais n'est pas pris pour la tournée qui suit en Afrique du Sud alors qu'il réalise statistiquement une bonne saison. En 1957, les Indes occidentales se déplacent en Angleterre. Graveney ne dispute pas le premier test-match mais est sélectionné pour le deuxième après que Doug Insole ait refusé d'y participer. Graveney échoue à nouveau mais, lors du test-match qui suit, réussit un score de 258 courses. Un autre total de 164 courses suit contre les mêmes opposants lors de la cinquième et dernière partie de la tournée.
Tom Graveney quitte le Gloucestershire après la saison 1960 parce qu'alors qu'il est capitaine du club, il est écarté au profit de Tom Pugh. Les règles en vigueur à l'époque l'empêchent de participer officiellement à la saison 1961 avec son nouveau club, le Worcestershire, et il dispute des matchs avec une équipe locale. Il retrouve la sélection anglaise en 1962, après trois ans d'absence, lorsque le Pakistan effectue une tournée en Angleterre. Il réalise des centuries lors des deuxième et quatrième test-matchs de la série.
Sa carrière internationale s'interrompt une nouvelle fois en juin 1963. Il a alors 37 ans et a disputé 55 test-matchs. En 1964, au cours d'une partie avec le Worcestershire à New Road, il devient le quinzième joueur à réussir un centième century en cricket « first-class ». En 1966, à 39 ans passés, il est rappelé avec l'équipe d'Angleterre qui vient de subir de mauvais résultats pour affronter les Indes occidentales. Il réussit 459 courses lors de la série et en réussit la meilleure moyenne à la batte. Il dispute en tout 24 test-matchs entre 1966 et 1969, totalisant plus de 1 700 courses à une moyenne proche de 50. En 1967, il marque notamment 151 courses contre l'Inde, à Lord's Cricket Ground. En 1968, il est vice-capitaine de l'équipe nationale contre l'Australie et fait office de capitaine à une occasion alors que Colin Cowdrey est blessé.
En 1969, alors qu'il espère succéder à Cowdrey à la tête de l'équipe nationale, les sélectionneurs lui préfère Ray Illingworth. Cette année est celle de son « benefit year » avec le Worcestershire : le club organise une série de matchs et d'événements dont Graveney récupère les bénéfices. Il dispute le premier match de la série face aux Indes occidentales en visite en Angleterre. La rencontre est coupée par un jour de repos au cours duquel il dispute un match amical dans le cadre de ce benefit year, contre l'avis d'Alec Bedser, le sélectionneur principal, ce qui met fin à sa carrière internationale, à 42 ans. Sa dernière saison avec le Worcestershire a lieu en 1970. De 1969 à 1972, il dispute trois saisons avec le Queensland, en Australie, équipe au sein de laquelle il est entraîneur-joueur, avant de prendre sa retraite sportive.
En 2004, Graveney devient le premier ancien professionnel (player) à être nommé pour un an président du Marylebone Cricket Club, un poste jusqu'alors occupé uniquement par d'anciens amateurs (gentlemen).

## Style de jeu
Batteur, Tom Graveney favorise largement les coups qui se jouent en se déplaçant vers le pied avant,. Il aime particulièrement le drive. Il pratique même le hook en avançant, alors que ce coup se pratique normalement en se déplaçant vers le pied arrière. Il privilégie le style plutôt que l'efficacité à une époque où c'est cette dernière qui est favorisés par la plupart de ses contemporains, qui rendent le jeu peu plaisant pour les spectateurs. Privilégier l'esthétisme à une démarche purement efficace lui coûte certainement sa place en sélection lorsqu'il en est écarté durablement au milieu des années 1960.

## Bilan sportif

### Principales équipes
|                              | Test                  |             |
| ---------------------------- | --------------------- | ----------- |
| Angleterre                   | 1951 - 1969           |             |
|                              | First-class           | List A      |
| Gloucestershire (Angleterre) | 1948 - 1960           |             |
| Worcestershire (Angleterre)  | 1961 - 1970           | 1963 - 1970 |
| Queensland (Australie)       | 1969-1970 - 1971-1972 | 1970-1971   |

### Statistiques
Tom Graveney dispute en tout 79 test-matchs avec l'équipe d'Angleterre entre 1951 et 1969, marquant 4 882 courses et 11 centuries. Il n'en réussit qu'un seul contre l'Australie. En cricket « first-class », il totalise 47 793 courses et 122 centuries. Il est le quinzième joueur à passer la barre des 100 centuries à ce niveau.

### Honneurs
- Un des cinq Wisden Cricketers of the Year de l'année 1953[15].
- Officier de l'Ordre de l'Empire britannique (OBE) en 1968[4].
- Trophée Walter Lawrence en 1968[15].
- Membre de l'ICC Cricket Hall of Fame depuis 2009 (membre inaugural)[16].